# Земфира (альбом)
«Земфира» — первый студийный альбом Земфиры, записанный в составе её группы «Zемфира» и выпущенный 10 мая 1999 года на лейбле REAL Records.
В 1997 году Земфира, работавшая тогда на радиостанции «Европа Плюс Уфа», пользуясь местной студией звукозаписи, начинает записывать на студийный компьютер демоверсии своих первых песен. Альбом записывается с 20 по 30 октября 1998 года в тон-студии «Мосфильм». Звукорежиссёром выступает Владимир Овчинников, саунд-продюсером — солист группы «Мумий Тролль» Илья Лагутенко. Помимо членов группы в записи принимают участие музыканты «Мумий Тролль»: гитарист Юрий Цалер и барабанщик Олег Пунгин. Леонид Бурлаков, с которым Земфира летом 1998 года заключает контракт на запись альбома, сыграл важную роль в создании альбома, но его взгляды и взгляды самой Земфиры на альбом расходились. Например, он был против появления в альбоме песни «Синоптик». Земфира же хотела исключить «Ариведерчи». В итоге на альбоме появились обе песни.
24 апреля планировался релиз альбома, но пресс-конференция была перенесена на 8 мая, а сам релиз — на 10 мая. 8 мая в клубе «16 тонн» состоялась совместная презентация альбома и майского номера журнала «ОМ», организацией которой занимались звукозаписывающая компания Decade Music International, журнал «ОМ» и радиостанция «Европа +».
10 мая состоялся релиз дебютного альбома. Практически все песни после выхода альбома «крутились» на российских радиостанциях. С альбома официально было выпущено семь синглов: «Ракеты», «СПИД», «Ариведерчи», «Синоптик», «Почему», «Ромашки» и «Снег». На песни «Почему» и «Ариведерчи» были выпущены музыкальные видео. На песню «СПИД» также был снят в Чехии клип, 5 апреля на канале MTV-Russia планировалась его презентация, но по неизвестным причинам он был отложен до июля. В итоге официально он так и не появился. В поддержку альбома группа также отправилась в свой первый концертный тур, открытый 1 сентября в Москве выступлением в качестве хэдлайнера большого сборного концерта в честь дня рождения журнала «Yes!». Тур завершился в Риге 5 января 2000 года концертом, позже показанным на канале ОРТ.
Реакция на дебют «Zемфиры» была преимущественно положительной. Лейтмотивами реакции критики на альбом стали сравнение Земфиры с Жанной Агузаровой и «Мумий Тролль» и неординарные личностные тексты. За первые 6 месяцев было продано более 700 000 копий данного альбома. В ноябре 2010 года, дебютный альбом группы был включён журналом «Афиша» в список «50 лучших русских альбомов всех времен. Выбор молодых музыкантов», где занял пятую строчку. Рейтинг составлялся по опросу среди представителей нескольких десятков молодых музыкальных групп России. Песни с альбома также включены в список 100 лучших песен русского рока в XX веке[кем?]: «Ариведерчи» занимает 27-ю позицию, «Почему» — 50-ю.

## История создания
В 1997 году Земфира, работавшая тогда на радиостанции «Европа Плюс Уфа», пользуясь тамошней студией звукозаписи, начинает записывать на студийный компьютер демоверсии своих первых песен. Первой в октябре 1997 года была написана песня «Снег», с неё же начинается и демоверсия альбома. Совместно с Аркадием Мухтаровым, звукорежиссёром, работавшим на радиостанции и обучившим музыканта работе с музыкальным программным обеспечением, и бас-гитаристом Ринатом Ахмадиевым Земфира работает над записью песен зимой и весной 1998 года.
В результате к лету 1998 года готовы демоверсии около 30 песен, среди которых «Ариведерчи», «Почему», «Снег», «Румба», «Земфира», «-140», попавшие в альбом, а также «До свидания…» (выпущена отдельным синглом), «Ждать» (распространялась ограниченным тиражом на рождественском концерте 2000 года в ДК Горбунова), «Не отпускай», «П. М. М. Л.», «Зеро» (все вошли в «Прости меня моя любовь»), «Паранойя» (вошла в «Четырнадцать недель тишины»), «Петарды», «Антананариву» (обе вошли в «Z-Sides») и официально не выпускавшиеся «Счастье моё», «Суицид», «Juicy Fruit» (частично на английском), «You Not Alone» (на английском). Некоторые из демоверсий в то время транслировались на «Европа Плюс Уфа».
Появилась идея подготовить некоторые песни для концертных выступлений. Ахмадиев приводит барабанщика Сергея Созинова, группа начала репетировать в составе трёх человек, но этого было явно мало: Рамазановой приходится попеременно играть на клавишных и гитаре. «Очень своевременно и ненавязчиво» появляется клавишник Сергей Миролюбов.
В мае 1998 года Земфира занимает деньги и едет в Москву с диском с демоверсиями песен. По одним источникам, она поехала туда одна, по другим — взяла с собой группу. В это же время в Москве проходил рок-фестиваль «Максидром». К девушке, в квартире которой остановилась Земфира, приехали две журналистки из Санкт-Петербурга, Ирина Коротнева и Юлия Бурмистрова, освещавшие фестиваль. Девушка передала журналисткам диск, он им понравился, и на этот же день (видимо, это было 23 мая 1998 года — день, когда проходил «Максидром») Коротнева передала его на «Максидроме» Леониду Бурлакову, продюсеру группы «Мумий Тролль». Запись «зацепила» Бурлакова и лидера группы Илью Лагутенко, который сначала отреагировал на неё словами «Что это за Лайма Вайкуле?», и они связались с Земфирой спустя неделю после того, как она уехала в Уфу, назначив ей время и место записи её первого альбома.
В июне или июле 1998 года группа «Zемфира», пока ещё без гитариста (его роль исполняет Рамазанова), играет свой первый концерт в рамках праздника «Европа Плюс Уфа» и «Philips», проведённого на центральной площади Уфы. Сразу после концерта группе предлагает свои услуги гитарист Вадим Соловьёв. Таким образом оформляется состав «Zемфиры», который впоследствии будет работать над альбомом.
Бурлаков, с которым Земфира летом 1998 года заключает контракт на запись альбома, сыграл важную роль в создании альбома, но его взгляды и взгляды самой Земфиры на альбом расходились. Например, он был против появления в альбоме песни «Синоптик». Земфира же хотела исключить «Ариведерчи». В итоге на альбоме появились обе песни. В силу импульсивности артистки её обидело, что Бурлаков плохо относился к некоторым её песням. Он хотел составить альбом целиком из хитов и говорил, что имеющегося материала для такой задумки «маловато». Обиженная Земфира уехала в Уфу, где написала несколько новых песен, в том числе «СПИД», и спустя месяц отправила Бурлакову мини-диск с этими песнями.

Лёня сразу подумал, что я больна СПИДом и что нужно срочно записывать, пока я не умерла.— Земфира о песне «СПИД»
Альбом записывается с 20 по 30 октября 1998 года в тон-студии «Мосфильм». Звукорежиссёром выступает Владимир Овчинников, саунд-продюсером — солист группы «Мумий Тролль» Илья Лагутенко. Помимо членов группы в записи принимают участие музыканты «Мумий Тролль»: гитарист Юрий Цалер и барабанщик Олег Пунгин. По словам Бурлакова, во время работы над альбомом он и Лагутенко отказались от зарплаты, а время записи оплатили из собственных средств. За десять дней на студии была записана музыка и аранжировки, а также вокал десяти песен. Вокал остальных песен был дописан в Лондоне.
C 19 января по 4 февраля 1999 года Земфира, Леонид Бурлаков, Илья Лагутенко и звукорежиссёр Крис Бэнди, работавший над всеми альбомами «Мумий Тролль», выполняют сведение альбома в Лондоне на «домашней» студии группы «Мумий Тролль» Beethoven Street Studio. Мастеринг альбома также производится в Лондоне, на студии Tape to Tape под руководством Мэтта Колтона.

### Название и оформление
Земфира признаётся, что названия песен всегда давались ей легче, чем альбомов, и названия всех её альбомов — дурацкие. Особых размышлений по поводу названия альбома не было, и Земфира с Бурлаковым довольно быстро решили назвать альбом так же, как и группу.
Автором обложки указан бас-гитарист «Мумий Тролль» Сдвиг. Возвращаясь из Лондона, Земфира с Бурлаковым увидели в одном из английских журналов рекламу в духе будущей обложки альбома. На одном из рынков в Солнцево, где жили Бурлаков, музыканты «Мумий Тролля» и «Zемфиры», Земфира и Сдвиг купили похожие обои, которые в отсканированном виде и попали на обложку.

## Песни
«Почему»
Песня «слеплена» из двух разных: куплет из одной, припев из другой. В изначальной версии она была в полтора раза медленнее, и от ускорения «она много выиграла, что позволило [группе] снять на неё клип». Песня «полна иронии, шутки и сорокаградусной жары», основана на реальных событиях лета 1998 года в Уфе и, вопреки распространённому мнению, она не о девушке.
Земфира называет песню очень доброй и упоминает, что не вполне довольна вариантом, попавшим на альбом и выбранным из множества других.
«Снег»
Написана в октябре 1997 года — первая песня, написанная для альбома, и первая песня, написанная после десятилетнего перерыва. Написание песни началось с зародившихся в голове Земфиры строк: «Я понимаю, ни к чему разговоры, я не хочу с тобой ссоры, веришь — больше знаешь. Можно взлететь, улететь, налетаться…». Дальше композиция писалась спонтанно, с натуры: «Я не знала, о чём писать, тупо поглядела в окно и обнаружила первые осадки в виде снега». Отношение знакомых Земфиры и звукорежиссёра «Европа Плюс Уфа» к задумке первоначально было неоднозначным, но позже поменялось в лучшую сторону.
В тексте песни также затрагивается тема нетрадиционной сексуальной ориентации: несколько человек из окружения Земфиры на «Европа Плюс Уфа» были гомосексуалами, и, написав эту песню, артистка «их просто купила».
«Синоптик»
В один из уикендов, когда весь персонал «Европа Плюс Уфа» уехал кататься на лыжах на горнолыжный курорт Миньяр в 100 километрах от Уфы, Земфира, пересиленная желанием поработать над новыми песнями, осталась в студии за старшую на два дня с ночёвкой. В эти выходные и были написаны несколько песен, в том числе и «Синоптик». Однако в другом интервью говорится, что песня была написана в больнице. Земфира относится к песне хорошо, называет её «шуткой», потому что «никого не yбивала, <…> очки тоже не покупала, потомy что, слава богy, никого не yбила». То, что, по мнению Ирины Коротневой, «„Синоптика“ почти загубили отсутствием [бэк-вокала]», композитор отрицает, говоря, что «то, что было в демоварианте, было больше похоже на какого-нибудь Гэри Мура, а сейчас типа Аланис Мориссетт», и называя песню сведённой лучше всего на альбоме.
«Ромашки»
Фраза «Привет, ромашки», являющаяся рефреном песни, родилась в студии «Европа Плюс Уфа»: так Земфира какое-то время здоровалась с сотрудниками. Автор приписывает фразу Незнайке из мультфильма «Незнайка на Луне». Остальной текст песни — «поток сознания», но припев Земфира ассоциирует с собой, потому что тоже несколько лет не снимает с головы наушники. Композицию она считает «милой», а её текст «ни к чему не обязывает».
В демоверсии песни Земфира играет на пианино, а партия ударных взята из одной из песен The Chemical Brothers.
«Маечки»
Песня написана летом 1998 года после приезда Земфиры из Москвы. Персонажи песни реальны: мужской, который «пишет повесть», — большой друг Земфиры, а женский — она сама. «Анечка» из припева, которая «просила снять маечки», — горничная Аня с радиостанции. В контексте песни эта фраза не несёт смыслового наполнения и вставлена лишь из-за хорошей рифмы.
Сочинялась музыка на фортепиано, однако уже на первой репетиции аранжировка стала гитарной. В альбомной версии, как считает певица, песня сыграна «очень наивно и смешно» на фоне её «максималистского» текста, но тем не менее отношение у неё к песне положительное, она напоминает ей Фредди Меркьюри.
«СПИД»
После ссоры с Бурлаковым из-за недостаточной «хитовости» имевшегося материала и последующего отъезда в Уфу Земфире были необходимы новые песни. «СПИД» родился ночью, начавшись со ставшей знаменитой строчки «А у тебя СПИД, и значит, мы умрём» (Земфира позже выразила надежду, что вскоре эту строчку опровергнут врачи, «откроют средства для избавления от этой болезни»). После неё Земфира заставила себя встать с кровати и быстро наговорила на диктофон оставшиеся два куплета. Заявляя тему как «мироощущение двух молодых людей — девушки и парня», песню композитор называет конъюнктурной (за исключением куплетов), изначально скандальной и не делающей никаких открытий, но близкой себе, хоть и не автобиографичной.

Я сразу поняла — это скандал, хотя отношение к этой песне у меня очень своеобразное, конъюнктурка в ней всё-таки была. Когда же меня обвиняют в том, что я затрагиваю тему однополой любви, провоцирую скандал и иду на поводу у конъюнктуры, я с этим не согласна. В таком случае, я могла бы вообще весь такой альбом записать, но не записала. Я считаю, «СПИД» — скандал. И то всего лишь потому, что об этом не пели. Все же на виду, просто я первая взяла и об этом спела. А музыка — это одно из средств массовой информации.— Земфира о песне «СПИД»
Аранжировка песни, в частности, ударная партия, проста, выполнена в стиле «Мумий Тролль».
«Румба»
«Румба» написана в больнице; в тумбочке палаты, в соответствии с текстом, действительно лежал журнал «ОМ». В песне, которую Земфира называет «зимней», задан уклон в сторону джаза, продиктованный работой в ресторанах в начале карьеры.
«Скандал»
Одна из автобиографичных песен альбома писалась дома, при этом певица, игравшая и певшая перед зеркалом, мешала своей маме смотреть сериал. В этой дерзкой песне Земфира спела, как она говорит, «все то, что мне говорили, и то, как я себя ощущаю», потому она использует её в качестве своеобразного будильника, после которого сложно заснуть, если громко слушать.
Музыка песни — эксперимент, и Земфира утверждает, что в зависимости от настроения у «Скандала» может быть 84 варианта аранжировки.
«Непошлое»
«Непошлое» — ещё одна песня, написанная в больнице накануне записи альбома. В ней Земфира, по собственному утверждению, именно поёт, а не просто попадает в ноты.
«Припевочка»
Эта песня написана либо в один уикенд с «Синоптиком» на радиостанции, либо, как и несколько других, в больнице. Как и «Синоптик», она является шуточной и посвящена очередной ссоре реальных уфимских знакомых девушки и парня Земфиры.
«-140»
−140 — это температура воздуха, как, видимо, в шутку утверждала Земфира, такой температуры достигает воздух в январе в её краях. Песня (неясно, какая её версия — демо- или альбомная) была записана за ночь совместно с Сергеем Миролюбовым. Демоверсию Земфира слушала после её записи в плеере каждый день с утра, когда ехала со студии домой (чаще всего она записывалась ночью) на протяжении недели.
«-140» была радикально переаранжирована для альбома: в демоверсии присутствовало длинное фортепианное соло в стиле Раймонда Паулса, что категорически не понравилось саунд-продюсеру Илье Лагутенко. Рамазанова говорила, что очень любит эту песню, несмотря на то, что она многим не нравится и кажется «каким-то джазом», называла «светлой» и упоминала её «весеннее настроение».
«Ариведерчи»
«Ариведерчи» Земфира сочинила в ходе перелёта из Москвы в Уфу. Песня, основанная, видимо, на реальных событиях, получилась «даже лучше, чем хотели», но отношение автора к ней, как и к клипу на неё, прохладное.
В макси-сингл «До свидания…» вошёл ремикс на эту песню.
«Ракеты»
Вошедшую ещё до выпуска альбома первым треком в «У1 — Сборник совершенно иной музыки» песню певица написала после операции на ухе, что выражено, например, в словах «Узоры, и голова в бинтах». В студийной версии, по мнению Земфиры, пропал драйв, динамика, проявлявшаяся при исполнении песни на концертах.
«Земфира»
В соответствии с названием, композиция автобиографична и повествует о чувстве привязанности, испытанном Земфирой в момент написания, призывая не нервничать в трудные минуты.
У песни нетипичная, минималистичная аранжировка, автором идеи которой был Лагутенко. Юрий Цалер играет на контрабасе, который они с Земфирой украли из студии № 1 тон-студии «Мосфильма», специализировавшейся на симфонической музыке, на время записи песни и сразу после его вернули на место.

## Релиз и продвижение
С середины февраля в тяжёлую ротацию сначала «Нашего Радио», а потом и радио Maximum, «Серебряный Дождь», «М-Радио» поступает песня «СПИД», а затем и «Ариведерчи», «Ракеты».
24 марта в московском клубе «Республика Beefeater» состоялась пресс-конференция звукозаписывающей компании «Утекай звукозапись», на которой впервые была представлена новая уфимская певица. Земфира сидела рядом со своим продюсером Леонидом Бурлаковым, молчала и лишь в конце пресс-конференции спела песню на башкирском языке.
24 апреля планировался релиз дебютного альбома, но пресс-конференция была перенесена на 8 мая, а сам релиз — на 10 мая. 8 мая в клубе «16 тонн» состоялась совместная презентация альбома и майского номера журнала «ОМ», организацией которой занимались звукозаписывающая компания Decade Music International, журнал «ОМ» и радиостанция «Европа +».
10 мая состоялся релиз дебютного альбома. Практически все песни альбома после выхода альбома «крутились» на российских радиостанциях.

### Клипы
С 5 по 6 марта 1999 года в Праге (поскольку там снимать оказалось дешевле, чем в России) режиссёром Павлом Руминовым был снят клип на песню «СПИД». Эта песня была выбрана не случайно после того, как 150 опрошенных выбрали именно эту песню. С 5 апреля на канале MTV-Russia планировалась презентация клипа, но по неизвестным причинам она была отложена до июля. В итоге официально он так и не появился.

Был-был. Отвратительный. Нет, ну он действительно нехороший, мне до сих пор поступают предложения выпустить его в качестве там, я не знаю, бонуса, ещё чего-то… Я, во-первых, не думаю, что это интересно: ну какой смысл выпускать клип на песню, вышедшую 5 лет назад. Во-вторых, клип просто, ну, некрасивый. Зачем мне это нужно, я же женщина.— Земфира о своём нежелании пуска в ротацию клипа «СПИД»
24 апреля 1999 года прошли съёмки клипа на песню «Ариведерчи», который и вышел в ротацию раньше клипа «СПИД». Над клипом работали, помимо певицы, Бурлаков и Константин Эрнст. Снял клип Александр Солоха. Земфира клип назвала «странным», заявила, что «не поняла, о чём речь».
Для клипа на песню «Почему», снятого Павлом Руминовым, были использованы материалы с концерта «Zемфиры» в честь трёхлетия радиостанции «Серебряный дождь» в Уфе 19 июня 1999 года. Остальная часть клипа была доснята на «Мосфильме».

### Концерты в поддержку альбома
12 июня Земфира выступила на Дне Города в Уфе, а свой концертный тур она открыла 1 сентября в Москве выступлением в качестве хэдлайнера большого сборного концерта в честь дня рождения журнала «Yes!». Это был пятый концерт в истории группы. График был расписан буквально по дням, было запланировано 28 концертов, что не могло не сказаться на здоровье самой Земфиры. 15 октября в связи с болезнью она была госпитализирована, и концертный тур пришлось прервать на 15 дней.
11 декабря 1999 года «Zемфира» с часовой программой стала хэдлайнером первого фестиваля «НАШЕствие». За 30 минут до выхода на сцену выяснилось, что организаторы предоставляют для номера «Снег» только поролоновую подушку, а не обычную, как требовалось для того, чтобы во время исполнения песни певица порвала её и устроила из её перьев импровизированный снег. Земфира поехала за подушкой сама, задержав выступление, и в ходе выяснения отношений музыканта с Дмитрием Гройсманом, одним из организаторов фестиваля, по окончании концерта кто-то из них даже кинул в другого стулом.
Тур завершился в Риге 5 января 2000 года концертом, позже показанным ОРТ.

## Отзывы и продажи
| Оценки критиков | Оценки критиков |
| Источник        | Оценка          |
| --------------- | --------------- |
| АиФ             | (смешанная)     |
| Живой Звук      | (положительная) |
| ОМ              | (положительная) |
| InterMedia      | [ 21 ]          |

Первоначально Земфира говорила об альбоме так:

Это первый блин, который, конечно, комом. Ошибки там есть, но молодости все простительно.
<…>
Про аранжировку вообще говорить сейчас смешно — её как таковой на первом альбоме нет. Потому что очень мало времени было на запись, и потому что я не поняла, куда я полезла. На второй пластинке все будет хорошо. На самом деле я считаю, что материал нормальный, пластинка законченная, все спето, слова понятны, и слава Богу. Какая-то идея выносится, а аранжировки… Все же понимают, сколько нам лет, и что это первая пластинка! Инструментов достаточно, но мало партий. Мало, может быть, голосов, можно было больше допеть бэк-вокалов.— Земфира
Реакция на дебют «Zемфиры» была преимущественно положительной. Первым свидетельством этому стали продажи, превзошедшие ожидания Леонида Бурлакова.

У меня тогда был единственный план — записать вторую пластинку. А у Лени Бурлакова была следующая фишка: если в первую неделю альбом продастся таким-то тиражом, значит, все нормально, если тиражом меньше, значит, лажа. А Леня всегда завышает намеренно цифры. И когда за первую неделю продажи превысили самую высокую его цифру раз в десять, он выдохнул и сказал: «Ну, в общем, это история лет на двадцать пять».— Земфира
Лейтмотивами реакции критики на альбом стали сравнение Земфиры с Жанной Агузаровой и «Мумий Тролль» и неординарные личностные тексты.
Андрей Бухарин из журнала «ОМ», получивший запись альбома ещё до его выхода, окрестил группу «талантом безусловной силы», написал, что «в альбоме есть все: настоящий голос, умение петь, своя интонация, пронзительные искренние тексты и мелодии — из 14 песен практически любая способна стать хитом», провёл параллели с Жанной Агузаровой, Аланис Мориссет и Пи Джей Харви «по силе страсти, буквально распирающей её песни изнутри». В текстах песен, складывающих «образа „женщины на грани нервного срыва“», он нашёл «детали страданий, не выдуманных и не сладко-любовных», а в «Снеге» и «Маечках» — лесбийскую тему.
В интервью с Земфирой Николай Ермушин из журнала «Медведь» назвал альбом «минорным по общей тональности». Мария Каушан из «Собеседника» упомянула неровность текстов песен.
Восторженных тонов исполнено ревью Шамиля Валеева из «Живого Zвука»: «Абсолютно никому не известная всего пару месяцев назад девушка поставила на уши двадцать тысяч человек! Всего одним лишь фактом появления на сцене главного рок-фестиваля страны „Максидром“!». Хотя в другом интервью он же отмечает, что «на первом альбоме джаза, говорят, многовато».
Рецензия Владимира Полупанова, опубликованная в газете «Аргументы и факты», — одна из немногих, негативно оценивающих альбом. Полупанов признаёт, что песни альбома совершили «молниеносный блицкриг», хвалит тексты Земфиры за личностность и невымученность, но отмечает, что они, «как и песенная поэзия „Мумий Тролля“, грешат филологическими изъянами и некоторой нелогичностью», не несут в мир истин, как творчество Юрия Шевчука, а в музыкальном плане музыкант ничего нового не предложила: «Мажорный гитарный поп 90-х, разбавленный наивными клавишными 70-х. Тембральные совпадения с агузаровским вокалом, истерично-судорожные пляски на сцене а-ля Юрий Шевчук и многое другое, что по кусочкам разбросано в других героях масскульта. Короче, как она сама себя назвала, настоящая „припопсованная чувиха“».
Алексеем Мажаевым из InterMedia успех дебюта Земфиры охарактеризован так: «В песнях Земфиры идеальным образом совпали музыкальное образование и дворовая резкость, голос и вкус, откровенность и афористичность, Пугачева, Агузарова и условная Ветлицкая. Крышесносящий коктейль, эффект от которого не выветрился до сих пор».
Сама Земфира по прошествии времени скептически отзывается об альбоме:

Он не плохой, он просто немножко такой, мудаковатый. Тут нужно понимать, что я изначально относилась настороженно к, скажем так, положительной реакции, что может быть странным, да? Хотя на самом деле это очень даже естественно. Потому что когда человека вдруг резко все начинают хвалить, это вызывает вполне естественное подозрение. И меня вот это всё лето 99 года раздражало. Потому что был какой-то дикий ажиотаж, всё что-то носились. Я помню, что я ездила в этих автобусах, в обычных рейсовых автобусах, не знаю, в это своё Солнцево, и стояли люди в плеерах и слушали через одного эту кассету, а я еду и думаю: «Вам что, больше нечего слушать?..» Меня немножко всё это… настораживало.— Земфира

## Список композиций
Слова и музыка всех песен — Земфира Рамазанова.
| №   | Название     | Длительность |
| --- | ------------ | ------------ |
| 1.  | «Почему»     | 4:45         |
| 2.  | «Снег»       | 2:35         |
| 3.  | «Синоптик»   | 3:45         |
| 4.  | «Ромашки»    | 3:27         |
| 5.  | «Маечки»     | 3:13         |
| 6.  | «СПИД»       | 3:35         |
| 7.  | «Румба»      | 3:09         |
| 8.  | «Скандал»    | 2:48         |
| 9.  | «Непошлое»   | 3:31         |
| 10. | «Припевочка» | 2:58         |
| 11. | «–140»       | 3:53         |
| 12. | «Ариведерчи» | 2:48         |
| 13. | «Ракеты»     | 2:49         |
| 14. | «Земфира»    | 3:58         |

## Участники записи
Ответственные за выпуск
- Леонид Бурлаков — продюсирование
- Земфира Рамазанова — вокал, музыка, лирика, продюсирование
- Илья Лагутенко — продюсирование

Музыканты
- Сергей Созинов — барабаны, перкуссия
- Олег Пунгин — барабаны, перкуссия
- Юрий Цалер — гитары
- Вадим Соловьёв — гитары
- Ринат Ахмадиев — бас-гитары
- Сергей Миролюбов — клавиши

Запись
- Владимир Овчинников — режиссёр звукозаписи

Сведение
- Chris Bandy — режиссёр сведения

Мастеринг
- Garry Cairus — режиссёр мастеринга[27]

## Технические данные
- Запись — Тон-студия «Мосфильм»
- Сведение — Beethoven Street Studio
- Мастеринг — Tape To Tape[27]

## Награды и номинации
| Год  | Награда     | Номинированная работа | Категория     | Результат |
| ---- | ----------- | --------------------- | ------------- | --------- |
| 2000 | Премия Fuzz | «Земфира»             | Лучший альбом | Победа    |
| 2000 | Премия Fuzz | «Ромашки»             | Лучшая песня  | Номинация |